# فرودگاه تاکوما نروز
فرودگاه تاکوما نروز (به انگلیسی: Tacoma Narrows Airport) یک فرودگاه همگانی با کد یاتا TIW است که یک باند فرود آسفالت و Aggregate دارد و طول باند آن ۱۵۲۵ متر است. این فرودگاه در کشور ایالات متحده آمریکا قرار دارد و در ارتفاع ۸۹ متری از سطح دریا واقع شده است.